# Дубравин, Яков Исаакович
Яков Исаакович Дубравин (настоящая фамилия — Фрухтман; род. 7 июля 1939, Ленинград) — советский и российский композитор, народный артист Российской Федерации (2006), профессор Санкт-Петербургского государственного университета культуры и искусств.

## Краткая биография
Окончил Хоровое училище имени М. И. Глинки при Ленинградской государственной академической Капелле (1956) и Ленинградскую государственную консерваторию им. Римского-Корсакова (1962).
Яков Дубравин — автор двух мюзиклов, оперетты, шести кантат для детского хора, пятнадцати вокальных циклов, около 300 песен, а также музыки для кинофильмов, спектаклей, радиопередач и цирковых программ. Среди исполнителей песен Дубравина — Муслим Магомаев, Эдуард Хиль, Иосиф Кобзон, Сергей Захаров, Мария Пахоменко, Эдита Пьеха, Людмила Сенчина, Елена Камбурова, Ирина Понаровская, Игорь Тальков, Игорь Скляр, Михаил Боярский, Юрий Охочинский, Максим Леонидов и другие.
Автор сборника песен и романсов «Мне город протянул ладони площадей» для голоса и фортепиано. Автор музыкального сборника «Музыка детям», изданного на CD совместно с Детским хором Ленинградского радио и телевидения, оркестром имени Соловьёва-Седого и Станиславом Горковенко.
Секретарь-координатор Союза концертных деятелей, бывший председатель правления Союза композиторов Санкт-Петербурга.
Живёт в Санкт-Петербурге.
Дочь — американская пианистка Маша Дубравина (Masha Dubravin).

## Избранные[кем?]песни
- «Любовь и море» (слова Олега Чупрова), исполняет Михаил Боярский
- «Час до рассвета» (слова Игоря Талькова), исполняют Михаил Боярский; Людмила Сенчина и группа Игоря Талькова
- «Когда засыпает город» (слова Игоря Талькова), исполняет Игорь Тальков
- «Нельзя» (слова Вольта Суслова), исполняют Михаил Боярский и Сергей Боярский
- «Прогульщик» (слова Вольта Суслова), исполняют Михаил Боярский и Сергей Боярский
- «Свидание с Ленинградом» (слова Валерия Сергеева (псевдоним писателя Сергея Довлатова) исполняют Анатолий Королёв; Муслим Магомаев
- «Снеженика» (слова Михаила Пляцковского), исполняет Большой детский Хор[7] Всесоюзного радио и Центрального телевидения Советского Союза, солист — Дима Машнин
- «Ты не прав» (слова Натальи Пляцковской), исполняет Ирина Понаровская

## Награды и премии
- Медаль «За укрепление боевого содружества» (1988).
- Народный артист Российской Федерации (1 августа 2006 года) — за большие заслуги в области музыкального искусства[2].
- Заслуженный деятель искусств РСФСР (26 апреля 1990 года) — за заслуги в области советского искусства[8].
- Почётная грамота Президента Российской Федерации (24 октября 2019 года) — за заслуги в развитии отечественной культуры и многолетнюю плодотворную деятельность[9].
- Премия Ленинского комсомола (1987).
- Серебряная медаль имени А. В. Александрова (1988).